# Jovette Marchessault
Pour les articles homonymes, voir Marchessault.
Jovette Marchessault (Montréal, 9 février 1938 - Danville, Estrie, 31 décembre 2012) est une romancière, poétesse, dramaturge, peintre et sculptrice québécoise issue d'un milieu ouvrier, d’origine autochtone métisse (du peuple innu autrefois appelé « montagnais »).

## Biographie
Née dans une famille ouvrière de Montréal à la fin de la crise (1930), c'est sa grand-mère innue qui l'initie au dessin puis à la lecture à partir de l'âge de huit ans en lui offrant un livre chaque vendredi. Elle quitte l'école à 13 ans à la suite de la maladie de sa mère. Elle travaille à l'adolescence dans une usine de textile, puis entreprend une carrière d'artiste en autodidacte. Vers la fin des années 1950, elle entreprend un long voyage à travers l'Amérique. 
En 1970, elle expose des fresques, des masques et des personnages telluriques à la Maison des arts La Sauvegarde de Montréal. Rapidement, ses peintures, ses sculptures, et ses fresques sont présentées autant au Québec qu'à Toronto, New York, Paris et Bruxelles. Parallèlement à sa carrière en arts visuels, Marchessault entreprend l'écriture d'une trilogie romanesque et de nombreux textes dramatiques. Témoignant de l'orientation féministe de l'auteure, ses pièces de théâtre mettent en scène des figures importantes de l'histoire culturelle et artistique des femmes : Gertrude Stein, Natalie Clifford Barney, Renée Vivien, Anaïs Nin, Germaine Guèvremont, Emily Carr, etc. Ses romans, quant à eux, puisent leur force poétique à même ses racines culturelles et spirituelles. 
Elle fait une entrée remarquée sur la scène littéraire en 1975 en remportant le prix France-Québec pour son premier roman Comme une enfant de la terre/ I - Le crachat solaire. 
En 1980, avec Gloria Orenstein, Marchessault cofonde la maison d'édition féministe Squawtach Press qui se consacre à publier des textes rédigés par des femmes d'horizons divers, explorant la littérature, le théâtre, les arts visuels et les enjeux féministes. Elle est alors la première artiste au Québec à assumer ouvertement son lesbianisme malgré les risques pour sa carrière. 
Jovette Marchessault enseigne « l'écriture dramatique au féminin », niveau maîtrise, à l'Université du Québec à Montréal (UQAM). Elle collabore au quotidien Le Devoir, aux magazines La Vie en rose et Châtelaine et à la revue La Nouvelle Barre du jour.
Marchessault relate ses débuts et influences dans un documentaire réalisé en 1986 par Dorothy Todd Hénaut (Les terribles vivantes).  
Le fonds d'archives de Jovette Marchessault est conservé au centre d'archives de Montréal de Bibliothèque et Archives nationales du Québec.

## Œuvres

### Trilogie romanesque
- Comme une enfant de la terre/1 le crachat solaire (1975)
- La Mère des herbes (1980)
- Des cailloux blancs pour les forêts obscures (1987)

### Théâtre
- Les Faiseuses d’anges (1979)
- La Saga des poules mouillées (1981)
- La Terre est trop courte, Violette Leduc (1982)
- Alice & Gertrude, Natalie et Renée, et ce cher Ernest (1984)
- Anaïs dans la queue de la comète (1985)
  - (de) extrait: Anaïs, im Schweif des Kometen. Drama. Trad. Beate Thill. En: Anders schreibendes Amerika. Literatur aus Quebec. Das Wunderhorn, Heidelberg 2000, pp 267 – 272
- Le Repos des pluies (1985)
- Demande de travail sur les nébuleuses (1988)
- Le Voyage magnifique d'Emily Carr (1990)
- Le Lion de Bangor (1993)
- Lazare de Miramichi (1996-1999)
- Madame Blavatsky, spirite (1998)
- La Pérégrin chérubinique (2001)

### Autres textes
- Triptyque lesbien : Chronique lesbienne du Moyen Âge québécois, Les Vaches de nuit et Les Faiseuses d'anges (1980, 2024)

## Honneurs
- 1975 : prix France-Québec, Comme une enfant de la terre : le crachat solaire
- 1976 : Prix Jean-Hamelin, Comme une enfant de la terre : le crachat solaire
- 1982 : Finaliste au Prix du Gouverneur général, La Terre est trop courte, Violette Leduc
- 1986 : Prix littéraires du Journal de Montréal, Anaïs dans la queue de la comète
- 1989 : Grand prix littéraire de la ville de Sherbrooke, Demande de travail sur les nébuleuses
- 1990 : Prix littéraire du Gouverneur général, Le Voyage magnifique d'Emily Carr
- 2015 : Compagne de l'Ordre des arts et des lettres du Québec

## Parc Jovette-Marchessault

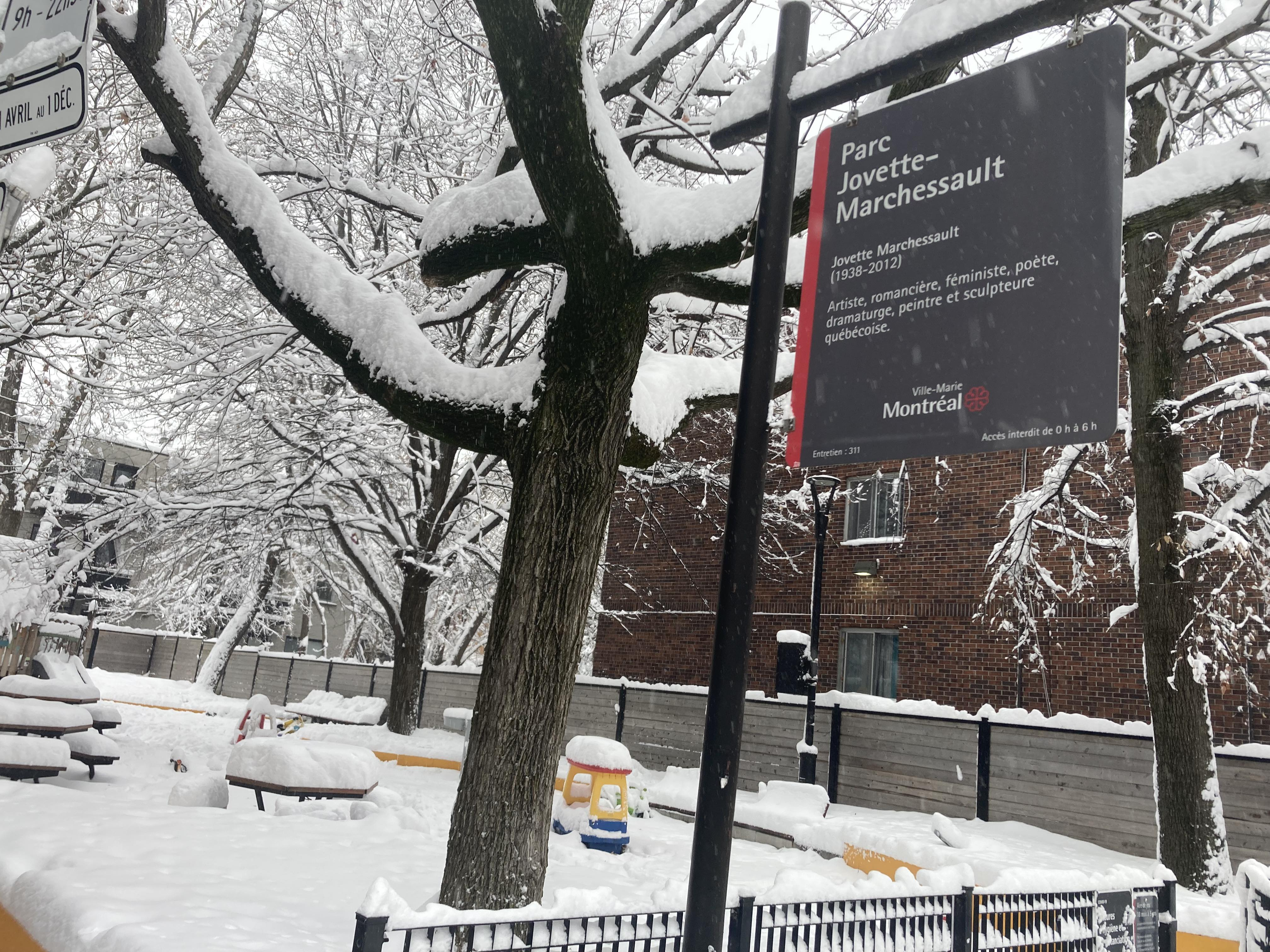
Enseigne du parc Jovette-Marchessault

Le parc Jovette-Marchessault est un lieu privilégié pour se détendre, profiter des attraits de la nature ou pratiquer des loisirs en plein air.
Il est situé au 1621 de la rue Plessis à Montréal.

## Prix Jovette-Marchessault
En 2019, l'Espace Go a créé le prix Jovette-Marchessault visant la reconnaissance et le rayonnement de la contribution de femmes artistes du milieu théâtral montréalais. Le prix est accompagné d’une bourse de 20 000$ offerte par le Conseil des arts de la Ville de Montréal.